# Steinersdorf (Ansbach)
Steinersdorf (fränkisch: Schdaanasch-dorf) ist ein Gemeindeteil der kreisfreien Stadt Ansbach (Mittelfranken, Bayern). Steinersdorf liegt in der Gemarkung Schalkhausen.

## Geografie
0,5 km nordwestlich des Dorfes im Süßfeld entspringt das Erlbächlein, 0,3 km südöstlich der Schollenbach, beides rechte Zuflüsse der Fränkischen Rezat. Im Südwesten liegt der Neudorfer Mühlranken und der Onolzbach. Gemeindeverbindungsstraßen führen nach Neudorf (1 km westlich), nach Schmalenbach (1,2 km nordöstlich), nach Wasserzell zur Bundesstraße 13 (2 km östlich) und nach Schalkhausen zur Staatsstraße 2246 (1,7 km südlich).

## Geschichte
Im Jahre 1288 wurde der Ort in dem Testament des Wolfram von Dornberg als „Steinhartsdorf“ erstmals urkundlich erwähnt. Das Bestimmungswort des Ortsnamens ist Stainhard, der Personenname des Siedlungsgründers.
Im 16-Punkte-Bericht des Oberamtes Ansbach von 1684 wurden für Steinersdorf 11 Mannschaften verzeichnet (4 Höfe, 6 Güter und 1 Gütlein). Außerdem gab es ein Gemeindehirtenhaus. Das Hochgericht, die Dorf- und Gemeindeherrschaft sowie die Grundherrschaft über sämtliche Anwesen übte das brandenburg-ansbachische Hofkastenamt Ansbach aus.
Gegen Ende des 18. Jahrhunderts gab es in Steinersdorf 12 Anwesen (1 Hof, 2 Halbhöfe, 9 Söldengüter). Das Hochgericht, die Dorf- und Gemeindeherrschaft und die Grundherrschaft über alle Anwesen übte weiterhin das Hofkastenamt Ansbach aus. Neben den Anwesen gab es noch kommunale Gebäude (Hirtenhaus, Brechhaus). Es gab zu dieser Zeit 11 Untertansfamilien. Von 1797 bis 1808 unterstand der Ort dem Justiz- und Kammeramt Ansbach.
Im Rahmen des Gemeindeedikts wurde Steinersdorf dem 1808 gebildeten Steuerdistrikt Schalkhausen und der 1811 gegründeten Ruralgemeinde Schalkhausen zugeordnet. Diese wurde am 1. Juli 1972 im Zuge der Gebietsreform in Bayern in die Stadt Ansbach eingegliedert.

## Einwohnerentwicklung
| Jahr      | 001818 | 001840 | 001861 | 001871 | 001885 | 001900 | 001925 | 001950 | 001961 | 001970 | 001987 |
| Einwohner | 59     | 70     | 71     | 77     | 68     | 82     | 76     | 98     | 76     | 60     | 61     |
| Häuser    | 13     | 14     |        |        | 14     | 15     | 13     | 13     | 15     |        | 15     |
| Quelle    | [ 15 ] | [ 16 ] | [ 17 ] | [ 18 ] | [ 19 ] | [ 20 ] | [ 21 ] | [ 22 ] | [ 23 ] | [ 24 ] | [ 1 ]  |

## Religion
Der Ort ist seit der Reformation evangelisch-lutherisch geprägt und bis heute nach St. Nikolaus (Schalkhausen) gepfarrt. Die Einwohner römisch-katholischer Konfession sind nach St. Ludwig (Ansbach) gepfarrt.